# Людина на мотоциклі
«Людина на мотоциклі» — радянський художній фільм 1986 року, знятий режисером Сапаром Сулейменовим на кіностудії «Казахфільм».

## Сюжет
Молодий шахтар Ахан захоплюється фотомисливством. Під час одного з походів у гори він сфотографував браконьєрів на місці злочину. Незважаючи на погрози та шантаж, Ахан викриває злочинців.

## У ролях
- Жан Байжанбаєв — Ахан
- Жанна Куанишева — Асель
- Джамбул Худайбергенов — роль другого плану
- Бекболат Османходжаєв — роль другого плану
- Кенес Нурланов — роль другого плану
- Болат Калимбетов — Ахметов
- Балтибай Сейтмамутов — Жумажанов
- Нуржуман Іхтимбаєв — Мукашев
- Ментай Утепбергенов — слідчий
- Р. Ашибекова — мати Ахана
- В. Нельднер — Казаков

## Знімальна група
- Режисер — Сапар Сулейменов
- Сценарист — Сапар Сулейменов
- Оператор — Абільтай Кастєєв
- Композитор — Едуард Артем'єв